# Domingo Miral y López
Domingo Simón Miral y López (Hecho (Huesca, España), 18 de febrero de 1872 - Zaragoza, 16 de abril  de 1942) fue un filólogo, pedagogo y escritor aragonés. Fue catedrático en la Universidad de Oñate. Cuando esta desapareció, obtuvo una cátedra de griego en la Universidad de Salamanca y cuando esta fue suprimida pasó a ser catedrático de Teoría de Literatura y Bellas Artes y Griego en la Universidad de Zaragoza. Fue también decano de la Facultad de Filosofía y Letras de 1923 a 1929. Después fue vicerrector del 6 de octubre de 1929 al 10 de marzo de 1931, y rector del 11 de marzo de 1931 al 18 de abril de 1931 año en que fue destituido tras proclamarse la Segunda República Española.

## Actividad académica
Fue el  fundador de la revista Universidad, y estableció los cursos de verano de la Universidad de Zaragoza en Jaca, del Instituto de idiomas, del Colegio de traductores y del Centro de Estudios Clásicos en Zaragoza.
Fue un gran estudioso y traductor de alemán, publicando varias obras de gramática, destacando la Gramática alemana (Zaragoza, 1922), manuales para aprender y una antología de textos. También tradujo una veintena de obras del alemán al castellano en diferentes campos. Su traducción más importante, fue Die hellenische Kultur de Baumgarten que acercó el estudio del arte clásico a muchos estudiantes.
También hizo dos estudios sobre la conjungación del aragonés cheso. Tenía un proyecto para escribir una gramatica chesa, que no llegó a hacerse realidad. Su producción literaria en aragonés incluye, además de bellos artículos en cheso en una publicación local, las dos obras de teatro: Qui bien fa nunca lo pierde y Tomando la fresca en la Cruz de Cristiano, o a casarse tocan. Tomó parte como vocal del Estudio de Filología de Aragón.
Fue concejal del Ayuntamiento de Zaragoza y director del diario La Crónica de Aragón.

## Obras
Obra literaria en aragonés:
- Qui bien fa nunca lo pierde (Chaca, Imprenta de Carlos Quintilla, 1903). Reimpreso en 1972. Edición facsímil de Gara d'Edizions y la Institución Fernando el Católico en 2002.
- Tomando la fresca en la Cruz de Cristiano o A casarse tocan. Publicación conjunta con el anterior.

Articlos en aragonés:
- En meyo de lo xerbigadero. La Hoja del Valle de Hecho, n.º 12, 1 de septiembre de 1914.
- Carta à los mozéz de Hecho. La Hoja del Valle de Hecho, n.º 26, 1 de septiembre de 1915.

Publicaciones filológicas sobre aragonés:
- D. Miral. El verbo ser en el cheso (dialecto del Pirineo aragonés). Universidad, I. 1924. 209-216. Reeditado en: Archivo de Filología Aragonesa, Vol LXI-LXII. Páginas 377-384 .
- D. Miral. Tipos de flexión verbal en el cheso (verbo hacer=fer). Universidad, VI. 1929. 1-10. Reeditado en: Archivo de Filología Aragonesa, Vol LXI-LXII. Páginas 385-390 .